# Jilly Cooper
Jill Sallitt, conocida como Jilly Cooper, (Hornchurch, Essex; 21 de febrero de 1937) es una escritora británica. Comenzó su carrera como periodista y escribió numerosas obras de no ficción antes de escribir varias novelas románticas, la primera de las cuales apareció en 1975. Su reconocimiento se debe por escribir las Crónicas de Rutshire.

## Primeros años
Jill Sallitt nació en Hornchurch, Essex, Inglaterra, el 21 de febrero de 1937,  hija de Mary Elaine (de soltera Whincup) y el brigadier WB Sallitt. Creció en Ilkley y Surrey, y recibió su educación en la Escuela Moorfield en Ilkley y en la Escuela Godolphin en Salisbury.

### Periodismo y no ficción
Después de intentar sin éxito iniciar una carrera en la prensa nacional británica, Cooper se convirtió en reportera júnior de The Middlesex Independent, con sede en Brentford . Trabajó para el periódico desde 1957 hasta 1959. Posteriormente trabajó como ejecutiva de cuentas, redactora, lectora de editorial y recepcionista. Su oportunidad llegó debido a un encuentro casual en una cena. El editor de The Sunday Times Magazine, Godfrey Smith, le pidió que escribiera un artículo sobre sus experiencias. Esto dio lugar a una columna en la que escribió sobre el matrimonio, el sexo y las tareas del hogar. Esa columna la realizó desde 1969 hasta 1982, cuando se trasladó a The Mail on Sunday, donde trabajó durante otros cinco años.
La primera columna de Cooper condujo a la publicación de su primer libro, Cómo permanecer casado, en 1969, y al que rápidamente siguió una guía para la vida laboral, Cómo sobrevivir de nueve a cinco, en 1970. Parte de su periodismo fue recopilado en un solo volumen, Jolly Super, en 1971. El tema de la clase domina gran parte de sus escritos y de su no ficción (incluida la propia Clase), que está escrita desde una perspectiva explícitamente británica de clase media alta, con énfasis en las relaciones entre hombres y mujeres y en cuestiones de clase social en la Gran Bretaña contemporánea.

### Ficción
Al igual que en sus obras de no ficción, Cooper se basa en gran medida en su propio punto de vista y experiencias. Por ejemplo, su propia casa sirve de modelo a la de Rupert Campbell-Black. Ambas casas son muy antiguas, aunque la de él es más grande: la casa de ella tiene vistas a un valle llamado Toadsmoor, mientras que la de él tiene vistas a un valle llamado Frogsmore. También hace uso de su amor por los animales; los perros y los caballos ocupan un lugar destacado en sus libros. Bosques, colinas, campos, pastos y ríos son protagonistas habituales.

#### Emily
En 1975, Cooper publicó su primera obra de ficción romántica, Emily . Se basó en un cuento que escribió para una revista para adolescentes, al igual que los romances posteriores, todos titulados con nombres de mujer: Bella, Imogen, Prudence, Harriet y Octavia . En octubre de 1993, siete años después de que Private Eye señalara las similitudes, Cooper admitió que secciones de Emily y Bella fueron plagiadas de The Dud Avocado de Elaine Dundy, pero dijo que no fue deliberado.

#### Octavia
Octavia es uno de los libros "con nombre" de Cooper, cada uno de los cuales lleva el nombre de un personaje femenino, y se ha convertido en una película para televisión. La trama se desarrolla en Gran Bretaña durante la década de 1970.  La adaptación para transmisión de ITV se produjo con un guion escrito por Jonathan Harvey.
Un personaje se inspiró en George Humphreys, un galés con quien Cooper tuvo un romance a finales de los años 1950. 
The Times señaló que Cooper evita la convención romántica tradicional en la que la heroína permanece virgen hasta la última página. Elizabeth Grey encontró los chistes molestos pero aun así divertidos, y confesó haberse enamorado del personaje de Octavia. 

#### Los jinetesy lascrónicas de Rutshire
Las obras más conocidas de Cooper son sus novelas de Rutshire. El primero fue Riders (1985), un superventas internacional, y el primer volumen de Crónicas de Rutshire. La primera versión de Riders fue escrita en 1970, pero poco después de que Cooper la terminara, se la llevó al West End de Londres y dejó el manuscrito en un autobús. El periódico London Evening Standard hizo un llamamiento, pero nunca fue atendido. Ella misma dice que quedó “devastada” y que le llevó más de una década empezar de nuevo. 
Riders y los libros que le siguen presentan tramas complejas, múltiples líneas argumentales y una gran cantidad de personajes. Los libros están conectados por personajes recurrentes y a veces se superponen entre sí. Las historias presentan en gran medida infidelidad sexual y traición en general, malentendidos y emociones melodramáticas, preocupaciones económicas y trastornos domésticos. 
Cada libro de las Crónicas de Rutshire está ambientado en un entorno glamoroso y rico, como el salto de obstáculos  o la música clásica . Estos aspectos contrastan con detalles de la vida doméstica de los personajes, que a menudo están lejos de ser glamorosos.

#### Pandora
Su novela Pandora no es una de las Crónicas de Rutshire, pero presenta algunos personajes de la serie y es muy similar en estilo y contenido. ¡Malvado! sigue el mismo enfoque, incluyendo personajes de novelas anteriores e introduciendo nuevos personajes que son parientes, amigos o rivales de personajes existentes. La historia se desarrolla en el condado ficticio de Larkshire, que limita con su otro condado ficticio, Rutshire.

#### ¡Saltar!
Su novela ¡Salta! Fue lanzado en 2010.  Presenta personajes de las Crónicas de Rutshire en el mundo de las carreras de obstáculos de National Hunt y cuenta la transformación de un caballo mutilado (la Sra. Wilkinson) en un exitoso caballo de carreras.  Después de la publicación, se reveló que Cooper había nombrado a una cabra en el libro (Chisolm) para vengarse de la crítica Anne Chisholm. 

### Libros para niños
Cooper también escribió una serie de libros infantiles protagonizados por la heroína Little Mabel. 

## Vida personal
En 1961, se casó con Leo Cooper, editor de libros de historia militar .  La pareja se conocía desde 1951 (cuando Jilly Sallitt tenía unos catorce años), aunque no se casaron hasta que ella tenía 24 y él 27. La pareja no pudo tener hijos de forma natural, por lo que adoptó dos niños.  Tienen cinco nietos.  El matrimonio de los Cooper se vio gravemente perturbado en 1990 cuando la editora Sarah Johnson reveló que ella y Leo habían tenido un romance durante varios años, aunque Jilly y Leo finalmente se reunieron.   En 1982, la pareja abandonó Putney, al suroeste de Londres, para instalarse en The Chantry, una antigua mansión en Gloucestershire . 
Jilly Cooper era pasajera en uno de los vagones descarrilados en el accidente ferroviario de Ladbroke Grove de 1999, en el que murieron 31 personas,  y se arrastró por una ventana para escapar. Más tarde habló de sentir que "se le había acabado el tiempo" y de estar absurdamente preocupada, debido al shock, por un manuscrito que llevaba consigo.
A Leo Cooper le diagnosticaron la enfermedad de Parkinson en 2002. Murió el 29 de noviembre de 2013, a la edad de 79 años  En 2010, Cooper sufrió un derrame cerebral leve.
Cooper ha declarado que es una aficionada al fútbol y que apoyó al Leeds United cuando vivía en Yorkshire.  También es simpatizante del Partido Conservador .  Cooper también estaba a favor de la guerra de Irak . 
Cooper es una amante de los animales y ha tenido muchos perros, en particular, galgos retirados, incluidos Feather y Bluebell.

## Honores y premios
Cooper fue nombrada Oficial de la Orden del Imperio Británico (OBE) en los Honores de Cumpleaños de 2004 por sus servicios a la literatura, Comandante de la Orden del Imperio Británico (CBE) en los Honores de Año Nuevo de 2018 por sus servicios a la literatura y la caridad, y Dama Comandante de la Orden del Imperio Británico (DBE) en los Honores de Año Nuevo de 2024 por sus servicios a la literatura y la caridad.
El 13 de noviembre de 2009 la Universidad de Gloucestershire le concedió el doctorado honoris causa en Letras en una ceremonia celebrada en la Catedral de Gloucester. Es doctora honoris causa en Letras por la Universidad Anglia Ruskin . 

## Producciones de cine y televisión
En 1971, Cooper creó la serie de comedia It's Awfully Bad for Your Eyes, Darling, en la que aparecía Joanna Lumley y que duró una temporada.
Se produjeron adaptaciones televisivas de las novelas de Cooper para ITV y Disney+.
Aparte de Octavia, otras producciones incluyen la miniserie de televisión The Man Who Made Husbands Jealous, protagonizada por Hugh Bonneville, producida por Sarah Lawson, Riders  y, en 2024, Rivals, protagonizada por David Tennant, Aiden Turner y Alex Hassell, producida por Eliza Mellor.

## Lista de obras

### No ficción
- Cómo seguir casado (1969)
- Cómo sobrevivir de nueve a cinco (1970)
- Súper alegre (1971)
- Hombres y superhombres (1972)
- Súper alegre también (1973)
- Mujeres y supermujeres (1974)
- Alegre superlativo (1975)
- Superhombres y supermujeres (1976)
- Trabajo y matrimonio (1977)
- Súper Jilly (1977)
- Los británicos enamorados (1979)
- Clase: Una visión desde la Inglaterra central (1979)
- Supercooper (1980)
- Violetas y vinagre: una antología de escritos y dichos de mujeres (1980)
- Inteligente y leal (1981)
- El alegre marsupial (1982)
- Animals in War (1983)
- Los años comunes (1984)
- Sobre el rugby (1984; con Leo Cooper )
- Sobre el cricket (1985; con Leo Cooper)
- De puntillas hasta Zabriskie Point (1985; con Patrick Lichfield )
- ¡Manía por los caballos! (1986)
- Cómo sobrevivir a la Navidad (1986)
- Gire a la derecha en el Spotted Dog (1987)
- Los ángeles se precipitan (1990)
- Entre las cubiertas (2020) [28]

### Ficción
- Emily (1975)
- Bella (1976)
- Harriet (1976)
- Octavia (1977)
- Imogen (1978)
- Prudencia (1978)
- Lisa y compañía (1981; también conocida como Amor y otros dolores de cabeza )

#### Serie 'La pequeña Mabel'
- La pequeña Mabel (1980)
- La gran evasión de la pequeña Mabel (1981)
- La pequeña Mabel gana (1982)
- La pequeña Mabel salva el día (1985)

#### Lascrónicas de Rutshire
- Jinetes (1985)
- Rivales (1988; también conocida como Jugadores )
- Polo (1991)
- El hombre que ponía celosos a los maridos (1993)
- Apasionada (1996)
- ¡Puntaje! (1999)
- Pandora (2002)
- ¡Malvado! (2006)
- ¡Saltar! (2010)
- ¡Montar! (2016)
- ¡Abordar! (2023)